# Асадов, Асад Солтан оглы
Асад Солтан оглы Асадов (азерб. Əsəd Soltan oğlu Əsədov; 22 марта 1956, Турабад, Зангеланский район — 29 октября 1991, Ханабад, Нагорно-Карабахская автономная область) — азербайджанский лётчик, Национальный герой Азербайджана (1992, посмертно).

## Биография
Родился 22 марта 1956 года в селе Турабад Зангеланского района.
Окончил Миндживанскую среднюю школу. Служил в Саратовской области России, где поступил в Краснокутское лётное училище гражданской авиации. В 1986 году по окончании школы получил профессию, связанную с эксплуатацией лётной авиации.
Работал в Евлахском управлении гражданской авиации.

### Первая карабахская война
Когда начался конфликт, Асадов также включился в войну. Как опытный пилот, он осуществлял частые полёты в зону боевых действий, умело выходил из экстремальных ситуаций.

### Гибель
29 октября 1991 года Асад Асадов вместе с пятью пассажирами на борту поднялся в воздух. Его самолет Ан-2 летел из Ходжалы в Евлах и был подвергнут обстрелу. Асад Асадов погиб вместе с членами экипажа и пассажирами. Похоронен в Зангелане.
Асад был главой большой семьи. У него осталось четверо детей.

## Память
Указом президента Азербайджанской Республики № 337 от 25 ноября 1992 года Асаду Солтан оглы Асадову было присвоено звание Национального Героя Азербайджана (посмертно).
Сельской школе в селе Турабад, а также центральной улице в посёлке Миндживан было присвоено имя Асада Асадова.